# Daniel Levin Becker
Daniel Levin Becker est un poète américain, membre de l’Oulipo depuis 2009, né en 1984 à Chicago.
Diplômé de l’université Yale en 2006, traducteur, Daniel Levin Becker est également critique musical pour la revue Dusted.
Son premier livre, une étude sur l'Oulipo, Many Subtle Channels: In Praise of Potential Literature, paraît chez Harvard University Press en 2012.